# Piacenza Football Club 1924-1925
Questa pagina raccoglie le informazioni riguardanti il Piacenza Football Club nelle competizioni ufficiali della stagione 1924-1925.

## Stagione
Nella stagione 1924-1925 il Piacenza ha disputato il girone C del campionato di Seconda Divisione Nord. Con 22 punti in classifica si è piazzato in seconda posizione alle spalle del Parma che ha vinto il girone con 25 punti.

## Rosa
| N. |                   | Ruolo | Calciatore        |
| -- | ----------------- | ----- | ----------------- |
|    | Italia (bandiera) | A     | Luigi Bajardi     |
|    | Italia (bandiera) | A     | Antonio Benassi   |
|    | Italia (bandiera) | A     | Giovanni Bergonzi |
|    | Italia (bandiera) | C     | Mario Bernetti    |
|    | Italia (bandiera) | C     | Pietro Cappa      |
|    | Italia (bandiera) | D     | Giulio Delmiglio  |
|    | Italia (bandiera) | P     | Mauro Fenoglio    |
|    | Italia (bandiera) | P     | Arturo Filippini  |
|    | Italia (bandiera) | D     | Ettore Gambazza   |
|    | Italia (bandiera) | C     | Giuseppe Garrone  |

| N. |                   | Ruolo | Calciatore        |
| -- | ----------------- | ----- | ----------------- |
|    | Italia (bandiera) | C     | Aldo Gobbi        |
|    | Italia (bandiera) | D     | Alfredo Massari   |
|    | Italia (bandiera) | A     | Umberto Montanari |
|    | Italia (bandiera) | D     | Pietro Ongarelli  |
|    | Italia (bandiera) | D     | Giuseppe Rapetti  |
|    | Italia (bandiera) | C     | Arturo Reverberi  |
|    | Italia (bandiera) | C     | Antonio Rossetti  |
|    | Italia (bandiera) | C     | Renato Tammi      |
|    | Italia (bandiera) | A     | Antonio Vegezzi   |

## Statistiche

### Statistiche di squadra
| Competizione                 | Punti | In casa | In casa | In casa | In casa | In casa | In casa | In trasferta | In trasferta | In trasferta | In trasferta | In trasferta | In trasferta | Totale | Totale | Totale | Totale | Totale | Totale | DR  |
| Competizione                 | Punti | G       | V       | N       | P       | Gf      | Gs      | G            | V            | N            | P            | Gf           | Gs           | G      | V      | N      | P      | Gf     | Gs     | DR  |
| ---------------------------- | ----- | ------- | ------- | ------- | ------- | ------- | ------- | ------------ | ------------ | ------------ | ------------ | ------------ | ------------ | ------ | ------ | ------ | ------ | ------ | ------ | --- |
| Seconda Divisione - girone C | 22    | 8       | 6       | 1       | 1       | 20      | 8       | 8            | 3            | 3            | 2            | 13           | 12           | 16     | 9      | 4      | 3      | 33     | 20     | +13 |

### Statistiche dei giocatori
| Giocatore    | Seconda Divisione | Seconda Divisione |
| Giocatore    | Presenze          | Reti              |
| ------------ | ----------------- | ----------------- |
| L. Bajardi   | 16                | 7                 |
| A. Benassi   | 15                | 2                 |
| G. Bergonzi  | 16                | 5                 |
| M. Bernetti  | 14                | 12                |
| P. Cappa     | 15                | 3                 |
| G. Delmiglio | 5                 | 0                 |
| M. Fenoglio  | 14                | -17               |
| A. Filippini | 2                 | -3                |
| E. Gambazza  | 13                | 0                 |
| G. Garrone   | 3                 | 0                 |
| A. Gobbi     | 15                | 0                 |
| A. Massari   | 16                | 1                 |
| U. Montanari | 1                 | 0                 |
| P. Ongarelli | 13                | 0                 |
| G. Rapetti   | 1                 | 0                 |
| A. Reverberi | 10                | 3                 |
| A. Rossetti  | 5                 | 0                 |
| R. Tammi     | 1                 | 0                 |
| A. Vegezzi   | 1                 | 0                 |